# Pommerby (Svans)
Pommerby er en landsby beliggende syd for Fuglsang-Grønholt på halvøen Svans i det østlige Sydslesvig. Administrativt hører landsbyen under Damp Kommune i Rendsborg-Egernfjord kreds i den nordtyske delstat Slesvig-Holsten. I kirkelig henseende hører Pommerby under Siseby Sogn. Sognet lå i Risby Herred (Svans gosdsdistrikt, senere Egernfjord Herred), da området tilhørte Danmark.
Pommerby er første gang nævnt 1352 (Reg. cap). Første led refererer til landskabsnavn Pommern. Efterleddet synes at være et oprindeligt -bøl, som senere blev omtydet til -by. Samme stednavn forekommer i Gelting Sogn i det østlige Angel (→ Pommerby). Med under Pommerby hører husgruppen Knubbelbæk (Knüppelbek). Vest og syd for Pommerby passerer Bogåen (Svartstrøm eller Svastrum Å) byen. Bebyggelser og landsbyer i omegnen er Krat i nord, Søby med Felholt og Pommerbyskov i vest og Svartstrøm el. Svastrum i sydøst.